# Hydroscapha monticola
Hydroscapha monticola is een keversoort uit de familie Hydroscaphidae. De wetenschappelijke naam van de soort werd voor het eerst geldig gepubliceerd in 1994 door Löbl.